# 載澤
貝子銜奉恩鎮國公载泽（1868年3月17日—1929年6月18日），满洲正黄旗人，初名载蕉，字荫坪，爱新觉罗氏。清朝宗室重臣，清朝末期改革派、立宪派的重要人物，出洋五大臣之一，慶親王內閣閣員，辛亥俱樂部會員。

## 生平
光绪三年（1877年），为辅国公。十二年（1886年），指婚慈禧太后二弟桂祥次女:610。二十年（1894年）晋镇国公。
光绪二十七年（1901年）任满洲正蓝旗副都统。三十一年（1905年）載澤與徐世昌、端方、戴鴻慈、紹英被派为出使各国考察政治大臣，离開北京时被吴樾炸伤，延期赴日本、欧美。次年回国，上《奏请宣布立宪密摺》，将日本宪政摆在列国之首，奏请仿日德例，改行君主立宪政体，其中提出立宪的三大利：一是皇位永固，二是外患渐轻，三是内乱可弭。著有《考察政治日记》。三十三年（1907年）任度支部尚书，次年加贝子头衔。宣统元年（1909年）任筹办海军事务大臣。次年任纂拟宪法大臣。三年（1911年）任皇族内阁度支部大臣兼盐政大臣，与庆亲王奕劻不和，力持杀袁世凯。
辛亥革命爆发袁复出后，去职，暗地积极参与宗社党维护清专制的活动。民国六年（1917年），曾拥护张勋复辟。
1928年7月孙殿英盗掘慈禧太后陵墓之后，载泽代表清皇室到清东陵将慈禧太后遗体重新安葬。
1929年6月在北京穷困落魄，郁郁而终。
载泽故居号称“泽公府”，在北京地安门东大街89号，现临街部分开设巴国布衣酒楼。

## 家世
载泽是康熙帝第十五子愉恪郡王允禑之五世孙，因嘉庆帝第五子惠亲王绵愉之第四子奕詢无子，奉旨过继为嗣，袭辅国公，进镇国公，加贝子衔。
妻子叶赫那拉氏为慈禧太后二弟桂祥的次女。光绪十二年（1886年）二月，桂祥長女、次女参加为光绪帝选立皇后进行的选秀。次女撂牌子，指婚为载泽嫡妻。桂祥长女即日后的光绪帝皇后、宣统帝养母——隆裕太后:610。

## 影视形象
- 《走向共和》：2003年，由郝柏傑飾演

### 引用
1. ↑  .   [2020-12-01]. （原始内容存档于2021-03-13）.
2. 1 2  王冕森. . . 中国·上海市: 上海社会科学院出版社. 2022. ISBN 9787552038200 （简体中文）.